# Liste der Naturdenkmäler im Bezirk Gänserndorf
Die Liste der Naturdenkmäler im Bezirk Gänserndorf enthält die Naturdenkmäler im Bezirk Gänserndorf.

## Naturdenkmäler
| Foto |                 | Name                                                                                  | ID     | Standort | Beschreibung | Fläche  | Datum      |
| ---- | --------------- | ------------------------------------------------------------------------------------- | ------ | --- | --- | ------- | ---------- |
| 0 BW | Datei hochladen | Baumweiden                                                                            | GF-071 | Andlersdorf KG: Andlersdorf GrStNr: 157/1 Standort | Anmerkung: Grundstückfehler siehe Fehlerliste |         | 14.08.1986 |
| 0 BW | Datei hochladen | Sommerlinde                                                                           | GF-018 | Angern an der March KG: Angern an der March GrStNr: 31/1 Standort | |         | 16.09.1957 |
| 1    | Datei hochladen | Bildeiche                                                                             | GF-012 | Angern an der March KG: Stillfried GrStNr: 745 Standort | Anmerkung: Objektvermutung |         | 23.11.1949 |
| 0 BW | Datei hochladen | Schwarzpappel                                                                         | GF-009 | Angern an der March KG: Stillfried GrStNr: 1517/1 Standort | Anmerkung: Koordinate lt. NÖ Atlas |         | 23.11.1949 |
| 0 BW | Datei hochladen | Stillfrieder Komplex (Lössaufschluss)                                                 | GF-039 | Angern an der March KG: Stillfried GrStNr: 78 Standort | Anmerkung: Objektvermutung / Grundstücksgenau |         |            |
| 0 BW | Datei hochladen | Zwergmandel                                                                           | GF-055 | Angern an der March KG: Stillfried GrStNr: 680 Standort | |         | 01.04.1981 |
| 0 BW | Datei hochladen | Schwarzpappel                                                                         | GF-054 | Angern an der March KG: Mannersdorf an der March GrStNr: 327/3 Standort | Anmerkung: Objektvermutung |         | 03.04.1981 |
| 1    | Datei hochladen | Kirchfeld, Salzsteppengebiet Baumgarten                                               | GF-033 | Weiden an der March KG: Baumgarten an der March GrStNr: 200 Standort | |         | 19.03.1968 |
| 1    | Datei hochladen | Christusdorn                                                                          | GF-066 | Dürnkrut KG: Dürnkrut GrStNr: 1019 Standort | |         | 09.10.1985 |
| 0 BW | Datei hochladen | Garten d. Volks- u. Hauptschule                                                       | GF-064 | Dürnkrut KG: Dürnkrut GrStNr: 949 Standort | |         | 12.11.1984 |
| 1    | Datei hochladen | Spitzahorn                                                                            | GF-067 | Dürnkrut KG: Dürnkrut GrStNr: 914 Standort | |         | 09.10.1985 |
| 1    | Datei hochladen | Sommerlinden                                                                          | GF-028 | Ebenthal KG: Ebenthal GrStNr: .436 Standort | |         | 30.03.1961 |
| 1    | Datei hochladen | Lindenallee                                                                           | GF-057 | Eckartsau KG: Eckartsau GrStNr: 487/1; 487/2; 436/1; 436/2; 2172 Standort | |         | 09.08.1982 |
| 0 BW | Datei hochladen | Lindenallee                                                                           | GF-065 | Engelhartstetten KG: Engelhartstetten, Markthof GrStNr: 524/1; 524/2; 392; 391; 390; 385; 384; 383; 370/1; 393/2, 375/2; 374/2; 377/2; 379/2; 376/2; 372/2; 373/2; 380 Standort | |         | 24.08.1983 |
| 1    | Datei hochladen | Marienbründl                                                                          | GF-029 | Engelhartstetten KG: Groißenbrunn GrStNr: 465; 315/13 Standort | |         | 04.10.1966 |
| 0 BW | Datei hochladen | "Blumengang-Sutte"                                                                    | GF-082 | Engelhartstetten KG: Markthof GrStNr: 526/3; 526/1; 526/2 Standort | |         | 19.06.1996 |
| 0 BW | Datei hochladen | Sommerlinde (urspr. mit Rosskast.)                                                    | GF-014 | Engelhartstetten KG: Stopfenreuth GrStNr: 540 Standort | |         | 21.12.1951 |
| 1    | Datei hochladen | Ziegelgrube zwischen Gänserndorf u. Schönkirchen                                      | GF-077 | Gänserndorf KG: Gänserndorf GrStNr: 1832; 1833; 1834/1; 1835/4; 1835/6; 1836/8 Standort | |         | 02.05.1991 |
| 0 BW | Datei hochladen | Winterlinde                                                                           | GF-023 | Groß-Enzersdorf KG: Franzensdorf GrStNr: 514/1 Standort | |         | 04.09.1941 |
| 1    | Datei hochladen | Kastanien- u. Lindenallee                                                             | GF-074 | Groß-Enzersdorf KG: Groß-Enzersdorf GrStNr: 1088/1; 1088/2 Standort | |         | 24.05.1988 |
| 1    | Datei hochladen | Wildbirnbaum                                                                          | GF-030 | Groß-Enzersdorf KG: Groß-Enzersdorf GrStNr: 887/1 Standort | |         | 06.12.1966 |
| 0 BW | Datei hochladen | Winterlinde                                                                           | GF-025 | Groß-Enzersdorf KG: Groß-Enzersdorf GrStNr: 1009 Standort | |         | 08.06.1943 |
| 1    | Datei hochladen | Feuchtgebiet „Alter Mühlbach“                                                         | GF-079 | Hauskirchen KG: Hauskirchen GrStNr: 1270; 1271; 1272; 1273; 1274; 1275; 1276; 1277; 1278; 1279; 1280; 1281; 1282; 1283; 1284; 1285; 1286; 1287; 1288; 1289; 1290; 1291; 1292; 1295; 1296; 1297; 1298; 1299; 1300; 1301; 1302; 1303; 1304; 1305; 1306; 1387; 1394; 1395/1; 1395/2; 1400/2; 1403; 1404; 1405; 1410; 1411; 1412/1; 1412/2; 1418; 1419; 1420; 1421; 1424; 1425/1; 1425/2; 1429/1; 1429/2; 1430; 1435; 1712/4; 1715/5 Standort | |         | 19.01.1992 |
| 1    | Datei hochladen | Halbtrocken- u. Trockenrasenhänge (sowie ehemal. Schottergrube u. Trockenrasenfläche) | GF-081 | Lassee KG: Lassee GrStNr: 1144; 1145; 1150; 1153; 1154; 1155; 1156; 1157; 1158; 1159; 1160; 1163; 1172; 1180; 1183; 1186; 1152; 1161; 1164; 1165; 1166; 1167; 1170; 1173; 1188; 1189 Standort | Anmerkung: Teil der Fläche in der KG Groißenbrunn/PG Engelhartstetten |         | 03.06.1991 |
| 0 BW | Datei hochladen | Schmetterlingwiese                                                                    | GF-059 | Lassee KG: Schönfeld GrStNr: 279/2 Standort | |         | 27.07.1983 |
| 1    | Datei hochladen | Marchegger Dammgraben, Baumbestand                                                    | GF-048 | Marchegg KG: Marchegg GrStNr: 1723; 1724; 1726/1; 1726/2; 1726/3; 1727 Standort | |         | 13.04.1977 |
| 1    | Datei hochladen | Schwarz- u. Weißpappel-Gruppen und Weidengruppen                                      | GF-051 | Marchegg KG: Marchegg GrStNr: 539; 1142/2; 1142/3; 1142/4; 1142/5; 1143/2 Standort | |         | 07.06.1979 |
| 1    | Datei hochladen | Tümpelwiese                                                                           | GF-058 | Marchegg KG: Marchegg GrStNr: 525 Standort | |         | 15.07.1982 |
| 1    | Datei hochladen | 2 Bockshörndlbäume (Gleditsia)                                                        | GF-038 | Obersiebenbrunn KG: Obersiebenbrunn GrStNr: 452 Standort | |         | 25.05.1976 |
| 1    | Datei hochladen | Birkenallee                                                                           | GF-037 | Obersiebenbrunn KG: Obersiebenbrunn GrStNr: 447 Standort | |         |            |
| 0 BW | Datei hochladen | Kriechföhre – Krumme Kiefer (Weißkiefer)                                              | GF-040 | Obersiebenbrunn KG: Obersiebenbrunn GrStNr: 465/4 Standort | |         | 25.05.1976 |
| 0 BW | Datei hochladen | Schwarzföhre (Schwarzkiefer)                                                          | GF-083 | Obersiebenbrunn KG: Obersiebenbrunn GrStNr: 473 Standort | Anmerkung: Objektvermutung |         | 22.10.1996 |
| 1    | Datei hochladen | Platane                                                                               | GF-013 | Orth an der Donau KG: Orth an der Donau GrStNr: 567 Standort | |         | 12.09.1950 |
| 1    | Datei hochladen | 8 Winterlinden in Form einer Baumreihe                                                | GF-069 | Prottes KG: Prottes GrStNr: 11/20 Standort | |         | 06.02.1986 |
| 1    | Datei hochladen | Kastanienallee, Lindenallee                                                           | GF-056 | Prottes KG: Prottes GrStNr: 151/5 Standort | Es handelt sich um Baumbestände vom und zum Ernestinenhof. |         | 25.06.1982 |
| 1    | Datei hochladen | Rosskastanien                                                                         | GF-045 | Prottes KG: Prottes GrStNr: 3376 Standort | |         | 12.04.1977 |
| 1    | Datei hochladen | Stieleiche                                                                            | GF-042 | Prottes KG: Prottes GrStNr: 186/19 Standort | |         | 10.01.1977 |
| 1    | Datei hochladen | Stieleichen                                                                           | GF-043 | Prottes KG: Prottes GrStNr: 186/20 Standort | |         | 10.03.1977 |
| 1    | Datei hochladen | Baumgruppen, Waldbestände in der Ernestinen-Remise                                    | GF-050 | Schönkirchen-Reyersdorf KG: Schönkirchen GrStNr: 417/1; 1511/2; 1511/10; 1511/12 Standort | Es handelt sich die Waldbestände östlich des Ernestinenhofs. |         | 30.06.1978 |
| 1    | Datei hochladen | Schloßpark Reyersdorf Baumbestand                                                     | GF-047 | Schönkirchen-Reyersdorf KG: Reyersdorf GrStNr: 1542/1; 1542/8; 1542/9 Standort | Anmerkung: Grundstückfehler siehe Fehlerliste / Objektvermutung |         | 13.04.1977 |
| 1    | Datei hochladen | Kaiserjubiläumseiche                                                                  | GF-072 | Spannberg KG: Spannberg GrStNr: 8 Standort | |         | 13.03.1989 |
| 1    | Datei hochladen | Linden am Quent                                                                       | GF-075 | Spannberg KG: Spannberg GrStNr: 6425/1 Standort | Anmerkung: Grundstückfehler siehe Fehlerliste / Objektvermutung |         | 07.04.1989 |
| 0 BW | Datei hochladen | Schwarzföhre (Stiefelföhre)                                                           | GF-031 | Spannberg KG: Spannberg GrStNr: 4714/1 Standort | Anmerkung: Gemeindefehler / Grundstückfehler / Objektvermutung / siehe Fehlerliste |         | 17.01.1977 |
| 0 BW | Datei hochladen | Strobellinde                                                                          | GF-076 | Spannberg KG: Spannberg GrStNr: 6311/2 Standort | Anmerkung: Grundstückfehler siehe Fehlerliste / Objektvermutung |         | 11.04.1989 |
| 1    | Datei hochladen | Stolze Föhre                                                                          | GF-032 | Strasshof an der Nordbahn, bei Holiczer-Straße 84 KG: Strasserfeld GrStNr: 10/4 Standort | |         | 06.03.1968 |
| 1    | Datei hochladen | Traubeneiche                                                                          | GF-068 | Strasshof an der Nordbahn, am Bahnhofsplatz KG: Strasserfeld GrStNr: 41/2 Standort | |         | 09.10.1985 |
| 0 BW | Datei hochladen | Kastanienallee                                                                        | GF-063 | Sulz im Weinviertel KG: Nexing GrStNr: 845 Standort | |         | 09.11.1983 |
| 0 BW | Datei hochladen | Sommerlinde                                                                           | GF-041 | Sulz im Weinviertel KG: Nexing GrStNr: 849; 850 Standort | Anmerkung: Grundstückfehler siehe Fehlerliste / Objektvermutung |         | 13.12.1976 |
| 0 BW | Datei hochladen | Sommerlinde                                                                           | GF-046 | Sulz im Weinviertel KG: Nexing GrStNr: 863 Standort | |         | 02.08.1976 |
| 1    | Datei hochladen | Frauentalbründl                                                                       | GF-053 | Sulz im Weinviertel KG: Niedersulz GrStNr: 153/1; 153/2 Standort | |         | 31.03.1978 |
| 0 BW | Datei hochladen | Pyramidenpappeln                                                                      | GF-034 | Untersiebenbrunn KG: Untersiebenbrunn GrStNr: 644/1 Standort | |         |            |
| 1    | Datei hochladen | Alkalisteppe Baumgarten an der March                                                  | GF-070 | Weiden an der March KG: Baumgarten an der March GrStNr: 198 Standort | |         | 07.03.1986 |
| 1    | Datei hochladen | Bildföhre                                                                             | GF-061 | Weikendorf KG: Weikendorf GrStNr: 1204 Standort | |         | 12.12.1983 |
| 0 BW | Datei hochladen | Schwemm Ein Teich im Wald                                                             | GF-052 | Weikendorf KG: Weikendorf GrStNr: 704/1; 704/2; 704/3 Standort | 2300 m² großer Teich mit der Bezeichnung „Schwemm“ am Rand des Ortsriedes von Dörfles. Im Teich befindet sich lt. Bescheid (1980) eine kleine Insel.Anmerkung: Koordinate lt. OSM/Luftbild | 0,23 ha | 24.07.1980 |
| 1    | Datei hochladen | Weißkiefer, Krüppelwuchs                                                              | GF-049 | Weikendorf KG: Weikendorf GrStNr: 1212 Standort | |         | 14.03.1979 |
| 0 BW | Datei hochladen | Feuchtbiotop                                                                          | GF-080 | Zistersdorf KG: Blumenthal GrStNr: 1163/1; 1160/2; 1161/2; 1150/2; 1150/1; 1151/2; 1151/1; 1147/2; 1149; 1139; 1138/2; 1138/1; 1129; 1128; 1120; 1119; 1091; 1092; 1078; 1077; 1064; 1063; 1049; 1048; 993; 992; 991; 990; 983; 982; 981; 980; 974; 973; 972; 971 Standort | |         | 28.10.1993 |

## Ehemalige Naturdenkmäler
| Foto |                 | Name                           | ID     | Standort                                                 | Beschreibung | Fläche | Datum      |
| ---- | --------------- | ------------------------------ | ------ | -------------------------------------------------------- | ------------ | ------ | ---------- |
| 0    | Datei hochladen | Steineiche                     | GF-011 | Angern an der March KG: Stillfried/Grub GrStNr: 738      |              |        | 23.11.1949 |
| 0    | Datei hochladen | Gelber Schnurbaum              | GF-027 | Dürnkrut KG: Dürnkrut an der Nordbahn GrStNr: 2265       |              |        | 10.06.1960 |
| 0    | Datei hochladen | Pyramidenpappeln               | GF-015 | Engelhartstetten KG: Stopfenreuth GrStNr: 517/2          |              |        | 21.12.1951 |
| 0 BW | Datei hochladen | Pappel                         | GF-035 | Gänserndorf KG: Gänserndorf GrStNr: 1317/4 Standort      |              |        | 26.07.1971 |
| 0    | Datei hochladen | Trauerweide                    | GF-060 | Groß-Enzersdorf KG: Oberhausen GrStNr: 270/64            |              |        | 18.07.1983 |
| 0 BW | Datei hochladen | Winterlinde                    | GF-024 | Groß-Enzersdorf KG: Groß-Enzersdorf GrStNr: 665 Standort |              |        | 29.05.1943 |
| 0    | Datei hochladen | Mandelbaum                     | GF-084 | Matzen-Raggendorf KG: Matzen GrStNr: 40/4                |              |        | 31.08.1998 |
| 1    | Datei hochladen | Linde bei Sebastianikapelle    | GF-073 | Spannberg KG: Spannberg GrStNr: 6504/2 Standort          |              |        | 13.03.1989 |
| 1    | Datei hochladen | Linde bei der ehemaligen Mühle | GF-078 | Velm-Götzendorf KG: Velm GrStNr: 116 Standort            |              |        | 05.07.1991 |

| Foto:                    | Fotografie des Naturdenkmals. Klicken des Fotos erzeugt eine vergrößerte Ansicht. Daneben finden sich zwei Symbole: \| Weitere Bilder vorhanden \| Das Symbol bedeutet, dass weitere Fotos des Objekts verfügbar sind. Durch Klicken des Symbols werden sie angezeigt. \| \| Eigenes Foto hochladen \| Durch Klicken des Symbols können weitere Fotos des Objekts in das Medienarchiv Wikimedia Commons hochgeladen werden. \| |
| Name:                    | Bezeichnung des Naturdenkmals laut offiziellen Quellen |
| ID                       | Identifikator |
| Standort:                | Es ist die Gemeinde und falls vorhanden die Adresse angegeben. Darunter sind die Katastralgemeinde (KG) und die Grundstücksnummer angeführt. Durch Aufruf des Links Standort wird die Lage des Denkmals in verschiedenen Kartenprojekten angezeigt. |
| Beschreibung             | Kurze Beschreibung des Naturdenkmals |
| Fläche                   | Fläche des Naturdenkmals in Hektar (ha) |
| Datum                    | Datum oder Jahr der Unterschutzstellung |
| Weitere Bilder vorhanden | Das Symbol bedeutet, dass weitere Fotos des Objekts verfügbar sind. Durch Klicken des Symbols werden sie angezeigt. |
| Eigenes Foto hochladen   | Durch Klicken des Symbols können weitere Fotos des Objekts in das Medienarchiv Wikimedia Commons hochgeladen werden. |